# Mohammad Al-Shalhoub
Mohammad Al-Shalhoub (Riad, Arabia Saudita, 8 de diciembre de 1980) es un exfutbolista Saudí. Jugaba de centrocampista. Actualmente es agente libre Al-Hilal Saudi Football Club.
Mohammad Al Shlhoub, que actúa normalmente de centrocampista por la banda izquierda, jugó siempre en el Al Hilal.
Con este equipo ha ganado varios títulos. Entre ellos destaca la Copa de Clubes de Asia  (actual Liga de Campeones de la AFC) conquistada en 2000, cuando el Al Hilal se impuso en la final al Júbilo Iwata japonés por tres goles a dos.
El 30 de noviembre de 2006 Mohammad Al Shlhoub fue elegido tercer mejor jugador asiático del año, por detrás de Bader Al-Mutwa y Khalfan Ibrahim.
El 10 de septiembre de 2020 se retira del fútbol.

## Selección nacional
Ha sido internacional con la selección de fútbol de Arabia Saudita en 78 ocasiones donde ha marcado un total de 18 goles. Su debut con la camiseta nacional se produjo el 17 de octubre de 2000 en un partido contra Catar (0-0).
Ha disputado la Copa Mundial de Fútbol de Corea del Sur y Japón de 2002 jugando un partido contra Irlanda, en el que sustituyó a Al Khathran en el minuto 67.

## Clubes
| Club     | País           | Año       | Partidos | Goles |
| -------- | -------------- | --------- | -------- | ----- |
| Al Hilal | Arabia Saudita | 1998-2020 | 235      | 50    |

## Palmarés
- 3 Ligas de Arabia Saudí (Al Hilal; 2002, 2005 y 2008)
- 5 Copas Crown Prince de Arabia Saudita (Al Hilal; 2000, 2003, 2005, 2006 y 2008)
- 3 Copas Federación de Arabia Saudita (Al Hilal; 2000, 2005 y 2006)
- 1 Liga de Campeones de la AFC (Al Hilal, 2000)
- 1 Recopa de la AFC (Al Hilal, 2002)
- 1 Supercopa de la AFC (Al Hilal, 2000)
- 1 Recopa Árabe (Al Hilal, 2001)
- 1 Supercopa Árabe (Al Hilal, 2002)